# John Foulds
John Herbert Foulds (/foʊldz/; Manchester (Hulme), 2 novembre 1880 – Calcutta, 25 aprile 1939) è stato un compositore inglese di musica classica. Fu in gran parte autodidatta come compositore e appartiene alle figure del Rinascimento musicale inglese.
Compositore di successo di musica leggera e musical, le sue principali capacità creative si rivolsero ad opere più ambiziose ed esplorative che furono particolarmente influenzate dalla musica indiana. Soffrendo di una battuta d'arresto dopo il declino della popolarità del suo World Requiem (1919-1921), lasciò Londra per Parigi nel 1927 e infine viaggiò in India nel 1935 dove, tra le altre cose, collezionò musica folk, compose brani per gruppi di strumentisti tradizionali indiani e lavorò per una stazione radio.
Foulds era una figura avventurosa di grande musicalità innata e superba abilità tecnica. Tra i suoi lavori migliori ci sono Three Mantras per orchestra e coro a bocca chiusa (1919-1930), Essays in the Modes per pianoforte (1920-1927), il concerto per pianoforte Dynamic Triptych (1927-1929) e il suo nono quartetto per archi Quartetto Intimo (1931 -1932).

## Biografia
John Foulds, ebreo di nascita, nacque a Hulme, Manchester, in Inghilterra, il 2 novembre 1880, figlio di un fagottista dell'Hallé Orchestra. Prolifico fin dall'infanzia, lo stesso Foulds si unì all'Hallé come violoncellista nel 1900, avendo già svolto un apprendistato in orchestre teatrali e di promenade in Inghilterra e all'estero. Hans Richter gli trasmise una certa esperienza come direttore; Henry Wood riprese alcune delle sue opere, iniziando con Epithalamium alla Queen's Hall Proms del 1906.
Per alcuni aspetti in anticipo sui suoi tempi (iniziò a utilizzare i quarti di tono già nel 1890, mentre alcuni dei suoi lavori successivi anticipano Messiaen ed il Minimalismo), Foulds era per altri aspetti un musicista intensamente pratico. Divenne un compositore di successo di musica leggera - il suo Keltic Lament fu una volta uno dei brani popolari favoriti e negli anni '20 la BBC programmava la sua musica su base giornaliera. Questa era una fonte di irritazione per Foulds; nel 1933 si lamentò con Adrian Boult alla BBC che la sua musica seria non veniva eseguita:
Foulds scrisse anche molte partiture efficaci per il teatro, in particolare per i suoi amici Lewis Casson e Sybil Thorndike. Forse la più nota è stata la musica per la prima produzione di Saint Joan di George Bernard Shaw (Foulds ne diresse una Suite al Queen's Hall Proms nel 1925). Scrisse anche la musica di scena per la produzione di grande successo di Cassons nel West End dell'Enrico VIII di Shakespeare, che andò in scena dal dicembre 1925 al marzo 1926. Tuttavia le sue principali energie creative furono dedicate ad opere più ambiziose ed esplorative, spesso colorate dal suo interesse per la musica del Oriente, in particolare dell'India.

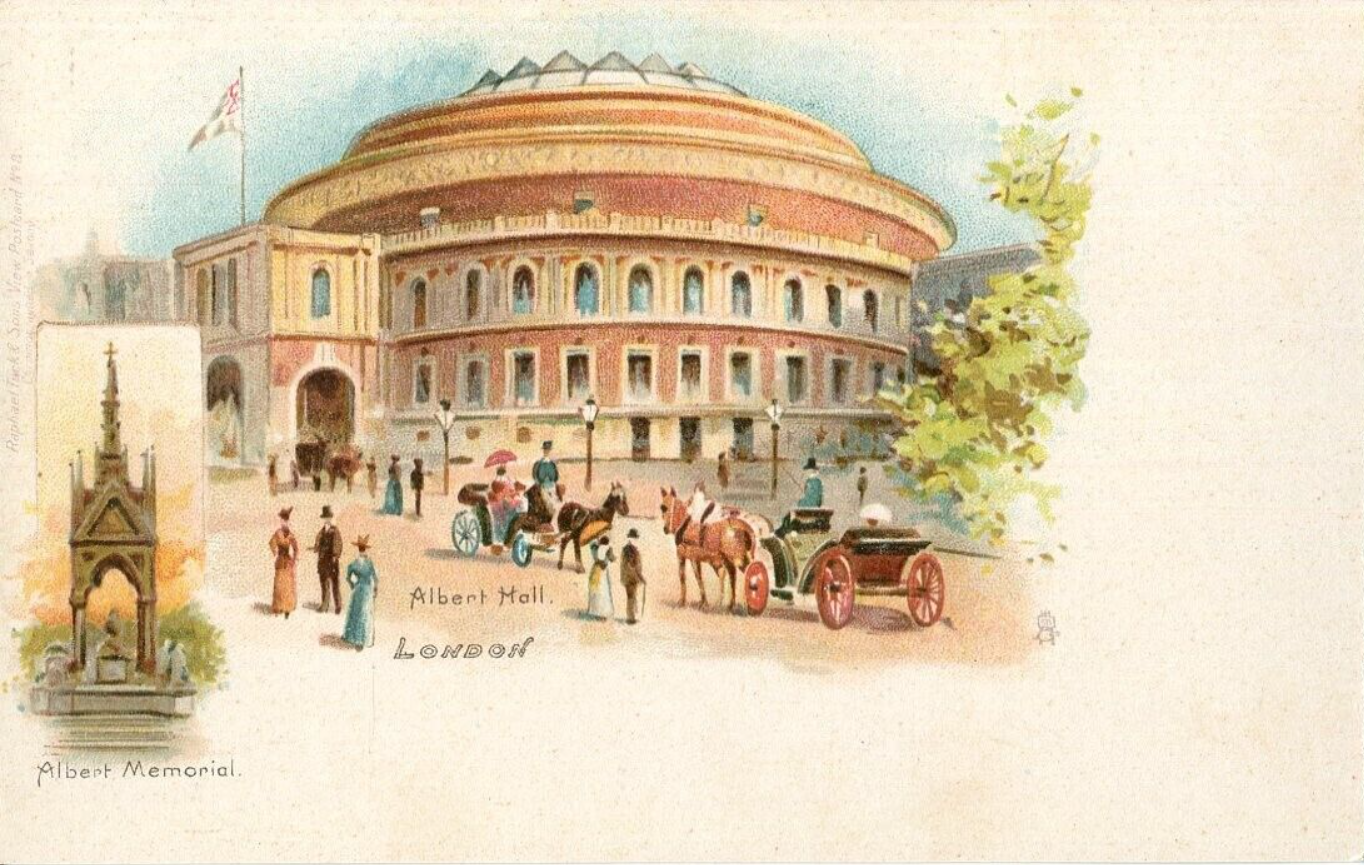
Una cartolina della Royal Albert Hall (c.1903) (con un inserto dell'Albert Memorial), dove fu eseguito il World Requiem di Foulds (1919-1921) nel 1923 e nel 1926; nel 1924 e nel 1925 fu eseguito alla Queen's Hall.

Foulds si trasferì a Londra prima della prima guerra mondiale e nel 1915 durante la guerra incontrò la violinista Maud MacCarthy, una delle principali autorità occidentali nella musica indiana. Il suo gigantesco World Requiem (1919-1921), in memoria dei morti di tutte le nazioni, fu eseguito alla Royal Albert Hall, condotto da Foulds, sotto l'egida della Royal British Legion durante l'Armistice Night, l'11 novembre, fino al 1923 con 1.250 strumentisti e cantanti; questi ultimi furono chiamati Il coro del Cenotafio. Gli spettacoli nel 1924 e 1925 si svolsero alla Queen's Hall. Nel 1926 tornò alla Albert Hall, ma questa fu l'ultima esibizione fino al 2007, sempre alla Albert Hall. Le esibizioni nel 1923-1926 costituirono i primi Festival del ricordo. Mentre alcuni critici non furono particolarmente colpiti dal lavoro, diventò comunque popolare. Un giornale scrisse: "Lo scopo dell'opera è al di là di ciò che qualcuno ha osato tentare fino ad ora. Non è altro che trovare espressione per l'infelicità più profonda e diffusa che questa generazione abbia mai conosciuto. Come tale è stata accolta da un grandissimo numero di ascoltatori, che evidentemente pensavano che la musica da sola potesse fare questo per loro". Tuttavia, il lavoro cessò di essere eseguito dopo il 1926. Alcuni commentatori suggerirono una cospirazione contro Foulds; il suo biografo Malcolm MacDonald, ad esempio, implicava una sorta di "intrigo". Sembra che Foulds fosse considerato un compositore inappropriato per l'occasione perché non aveva combattuto in guerra, o per le sue sospette visioni di sinistra.
Quando l'interesse per il suo World Requiem venne meno, Foulds subì una grave battuta d'arresto e nel 1927 partì per Parigi, lavorando lì come accompagnatore per film muti. Qui conobbe il compositore irlandese-americano Swan Hennessy con il quale condivideva un interesse per la musica celtica. Nel 1934 pubblicò un libro sugli sviluppi musicali contemporanei, Music To-day. Nel 1935 viaggiò in India, dove raccolse musica folk, divenne direttore della European Music for All-India Radio a Delhi, creò un'orchestra ex-novo e iniziò a lavorare al suo sogno di una sintesi musicale tra Oriente e Occidente, componendo in realtà pezzi per gruppi di strumentisti tradizionali indiani. Ebbe così tanto successo che gli fu chiesto di aprire una filiale della stazione radio a Calcutta. Tragicamente, entro una settimana dall'arrivo lì, morì improvvisamente di colera il 25 aprile 1939.
Le composizioni più importanti di Foulds comprendono quartetti d'archi, poemi sinfonici, concerti, brani per pianoforte e un'enorme "opera da concerto" basata sulla Divina Commedia di Dante (1905–1908), nonché una serie di "Music-Pictures" (Quadretti musicalli), che esplorano le affinità tra musica e stili di pittura. (Henry Wood ne presentò uno ai Proms del 1913). Pochi di questi lavori furono eseguiti e meno ancora pubblicati durante la sua vita e molti, specialmente del suo ultimo periodo in India, andarono perduti. (Le partiture mancanti comprendevano una Sinfonia di Oriente e Occidente per strumenti orientali e orchestra sinfonica occidentale.) La figlia di Foulds depositò alcuni dei manoscritti sopravvissuti di suo padre nella British Library.

## Ripresa
Foulds divenne una nota a piè di pagina sulla musica inglese dopo la sua morte, ma dal 1974 Malcolm MacDonald, editore della rivista musicale Tempo sotto l'alias Calum MacDonald, condusse una campagna spesso solitaria per Foulds dopo aver trovato le partiture di Foulds depositate nella British Library. MacDonald rintracciò la figlia di Foulds, che lo portò in un garage e gli mostrò due scatole delle dimensioni di una bara piene di schizzi e manoscritti che erano state lasciate da sua madre. Sfortunatamente, molti dei manoscritti erano danneggiati: a quel che sembrava ratti e formiche li avevano raggiunti mentre erano in India, dove la moglie di Foulds era rimasta dopo la sua morte.
Un'acclamata registrazione della musica del Quartetto d'archi di Foulds, compreso il Quartetto Intimo mai eseguito prima, dell'Endellion Quartet nei primi anni '80, iniziò a suscitare interesse per lui e questo fu sostenuto nei primi anni '90 dalla decisione della Lyrita Recorded Edition di pubblicare alcune delle opere di Foulds tra cui Three Mantras e Dynamic Triptych su CD. Un'esibizione di Three Mantras del Proms nel 1998 fu ben accolta e poco dopo il direttore finlandese Sakari Oramo iniziò a sostenere il lavoro di Foulds in concerti con la City of Birmingham Symphony Orchestra (CBSO), riscuotendo un enorme successo di critica. Nel novembre 2005, la CBSO, con Peter Donohoe, ha tenuto la prima esesecuzione dal vivo dopo oltre 70 anni del concerto per pianoforte di Foulds, il Dynamic Triptych (1927-1929). L'orchestra ha pubblicato due CD ben accolti della musica di Foulds. Nella Armistice Night, l'11 novembre 2007, la Royal Albert Hall ha organizzato la prima esibizione dopo ben 81 anni del World Requiem sotto gli auspici della BBC, con il coro dei Trinity Boys e Leon Botstein come direttore. Lo spettacolo è stato registrato dal vivo e pubblicato in formato Super Audio CD dalla Chandos Records nel gennaio 2008.
Il Keltic Lament di Foulds è tornato ad essere popolare grazie al suo regolare ascolto su Classic FM e BBC Radio 3 ha in programma di rilanciare la tradizione di trasmettere World Requiem nell'Armistice Day.

## Vita privata
John Foulds aveva solo 21 anni quando sposò la bibliotecaria Dora Woodcock nel 1902. Aveva sette anni più di lui ed era figlia di un libraio nato nello Yorkshire che si era stabilito a Llandudno. Il loro figlio Michael Raymond nacque a Manchester nel 1911.
Foulds incontrò la sua anima gemella musicale Maud MacCarthy nel 1915 dopo essersi trasferito a Londra. Era sposata con William Mann con il quale aveva una figlia Joan, nata nel 1913.
Secondo il resoconto di Malcolm MacDonald entrambi avevano un matrimonio infelice e fu amore a prima vista. Invece di iniziare una relazione clandestina, posero la questione davanti ai rispettivi coniugi. Le due coppie si incontrarono e concordarono amichevolmente i relativi divorzi che avrebbero permesso a John e Maud di sposarsi, anche se in realtà non lo fecero fino al 1932. Avrebbero avuto due figli: John Patrick nato nel 1916 e una figlia Marybride nel 1922.

## Lavori scelti

### Musica per solisti, coro e orchestra
- The Vision of Dante, un'"opera in concerto" sulla Divina Commedia di Dante nella traduzione di Longfellow, op. 7
- World Requiem, basato su testi della Bibbia, John Bunyan, Kabīr e altre fonti, Op. 60 (1923)

### Musica per voce e orchestra
- Lyra Celtica, concerto per voce di mezzosoprano a bocca chiusa e orchestra, op. 50 (incompiuto; i due movimenti completati sono stati registrati)

### Musica per strumento solista e orchestra
- Lento e Scherzetto per violoncello e orchestra, Op. 12
- Cello Concerto in sol maggiore, Op. 17
- Apotheosis per violino e orchestra, op. 18 (in memoria di Joseph Joachim)
- Dynamic Triptych per piano e orchestra, Op. 88

### Musica orchestrale
- Epithalamium, Op. 10
- Mirage, Op. 20
- Music-Pictures Group III, Op. 33
- Miniature Suite, Op. 38 (arr. dalla musica teatrale per Wonderful Grandmama)
- Hellas: A Suite of Ancient Greece per doppia orchestra d'archi, arpa e percussioni, Op. 45
- April – England, Op. 48, n. 1
- Isles of Greece, Op. 48, n. 2
- Three Mantras, Op. 61B
- Sain Joan Suite, Op. 82A
- Suite in the Olden Style da 'Henry VIII', Op. 87
- A Puppet Ballet Suite (1934)
- Deva-Music, Op. 94 (solo frammenti)
- Chinese Suite, Op. 95
- Indian Suite (senza numero d'opera)
- Pasquinades Symphoniques, Op. 98 (incompiuto; i due movimenti completati sono stati registrati)
- Kashmiri Boat Song
- Kashmiri Wedding Procession
- The Song of Ram Dass
- Grand Durbar March (1937–1938)
- Symphony of East and West, Op. 100 (perso)
- Symphonic Studies for string orchestra, Op. 101 (perso)

### Musica leggera orchestrale
- Holiday Sketches, Op. 16
- Suite Française, Op. 22
- Keltic Overture, Op. 28
- Keltic Melodies per archi e arpa (1911)
- Keltic Suite, Op. 29 (derivato in parte da Keltic Melodies - include il Keltic Lament)
- Music Pictures Group IV per orchestra d'archi, Op. 55
- A Gaelic Dream Song, Op. 68
- Le Cabaret Overture, Op. 72A (arr. dalla musica teatrale di Deburau) (1925)
- Suite Fantastique, Op. 72B (arr. dalla musica teatrale di Deburau)
- Gaelic Melodies (Music Pictures Group VI), Op. 81 (1924) (un movimento deriva da Keltic Melodies)
- Sicilian Aubade
- Hebrew Rhapsody

### Musica da camera
- String Quartet [No. 4] in F minor (1899) (Secondo Malcolm MacDonald Foulds scrisse dieci quartetti, cinque dei quali prima del 1900, ma non ne fornì alcun numero. La numerazione utilizzata qui è di MacDonald's. Apparentemente solo i numeri 4, 6, 8 e 9 sono sopravvissuti completi.)
- String Quartet [No. 6], Quartetto Romantico (1903) (originariamente designato Op. 5)
- Sonata per violoncello e pianoforte, Op. 6
- String Quartet [No. 8] in re minore, Op. 23
- String Trio, Op. 24 (solo il secondo movimento, Ritornello con Variazioni, sopravvive completo)
- Two Concert Pieces per violoncello e pianoforte, Op. 25
- Aquarelles (Music-Pictures Group II) per quartetto d'archi, Op. 32
- Ballade and Refrain Rococo per violino e pianoforte, Op. 40, No. 1 (1914)
- Caprice Pompadour per violino e pianoforte, Op. 42, No. 2
- Greek Processional per quartetto d'archi
- String Quartet [No.9], Quartetto Intimo, Op. 89
- Lento Quieto (solo un movimento è completamente sopravvissuto del Quartetto d'archi [No.10], Quartetto Geniale)
- Circa una dozzina di brevi brani per un "gruppo indoeuropeo" di strumenti tradizionali (per lo più frammentari)

### Musica per pianoforte
- Dichterliebe Suite (1897–1898, incompiuto)
- Variazioni ed Improvvisati su una Thema Originale, Op. 4
- Music-Pictures Group VII (Landscapes), Op. 13: I. Moonrise: Sorrento (dopo Morelli); II. Nightfall: Luxor (dopo Cameron)
- Five Recollections of Ancient Greek Music (versione originale di Hellas)
- April – England, Op. 48, n. 1
- Ghandarva-Music, Op. 49
- Persian Love Song (1935)
- Essays in the Modes, Op. 78 (1928): I. Exotic (Mode II A); II. Ingenuous (Mode V K); III. Introversive (Mode II C); IV. Military (Mode V E); V. Strophic (Mode V L); VI. Prismic (Mode II P)
- Music-Pictures Group VI (Gaelic Melodies), Op. 81: I. The Dream of Morven; II. Deirdre Crooning; III. Merry Macdoon
- English Tune with Burden, Op. 89
- Egoistic (Mode V L)

### Canzoni
- Three Songs of Beauty per tenore e piano, Op. 11 (testi by Byron e Edgar Allan Poe)
- Five Mood Pictures  per voce e piano, Op. 51 (testi di "Fiona MacLeod")
- Two Songs in "Sacrifice" per voce e quartetto d'archi, Op. 66 (testi di Rabindranath Tagore; anche eseguibile con violini e Tambura)
- Three Songs per Voice e Piano, Op. 69 (testi di Longfellow e Griffin)
- Garland of Youth, song-cycle Op. 86 (testi vari)
- The Seven Ages, monologo con testi di Shakespeare, per baritono e piano

### Opere corali senza orchestra
- Five Scottish-Keltic Songs per coro misto, Op. 70 (testi vari)
- Three Choruses in the Hippolytus of Euripides per coro di donne con mezzosoprano solista e piano, Op. 84B
- English Madrigals per voci non accompagnate (c.1933)

### Composizioni per il teatro
- Wonderful Grandmama (Harold Chapin), Op. 34
- The Whispering Well (Rose), Op. 35
- Julius Caesar (Shakespeare), Op. 39
- Sakuntala (Kālidāsa), Op. 64
- The Trojan Women (Euripides), Op. 65
- Veils (Maud MacCarthy), Op. 70
- Deburau (Sacha Guitry), Op. 72
- The Goddess (Nirjan Pal), Op. 75
- The Fires Divine (Rosaleen Valmer), Op. 76
- The Cenci (Shelley), Op. 77
- Cymbeline (Shakespeare), Op. 80
- Saint Joan (George Bernard Shaw), Op. 82
- Masses and Man (Ernst Toller), Op. 83
- Hippolytus (Euripide), Op. 84
- The Dance of Life (Hermon Ould), Op. 85
- Henry VIII (Shakespeare), Op. 87
- The Merry Wives of Windsor (Shakespeare) (1932)
- Dear Brutus (J. M. Barrie) (1934)

### Arrangiamenti
- Borodin, Serenade, Op. 5, No. 5, arrangiamento per piccola orchestra
- Glazunov, Meditation, Op. 32, arrangiamento per piccola orchestra
- Glazunov,  Serenade Espagnole, Op. 20, arrangiamento per piccola orchestra
- Schubert, Quartetto d'archi in re minore, D 810 (La Morte e la fanciulla), transcribed as a symphony for full orchestra (1930)

## Discografia
- John Foulds: Dynamic Triptych; Music-Pictures III; April-England; The Song of Ram Dass; Keltic Lament, Peter Donohoe, CBSO, Oramo, Warner Classics 2564 62999-2
- John Foulds: Dynamic Triptych for Piano and Orchestra, Howard Shelley (piano), Royal Philharmonic Orchestra, Vernon Handley, Lyrita SRCD 211
- John Foulds: Le Cabaret; April-England; Pasquinade; Three Mantras; Hellas, LPO, Barry Wordsworth, Lyrita SRCD 212
- John Foulds: Three Mantras; Lyra Celtica; Apotheosis; Mirage, Susan Bickley (mezzo), Daniel Hope (violin), CBSO, Oramo, Warner Classics 2564 61525-2
- John Foulds: April-England, Academy of St Martin in the Fields, Sir Neville Marriner, Philips 454 444–2
- John Foulds: Keltic Lament, New London Orchestra, Ronald Corp, Hyperion CDA 67400
- John Foulds: String Quartets: (Quartetto Intimo, Op.89, Quartetto Geniale, Op.97: Aquarelles), Endellion String Quartet, Pearl SHE CD 9564
- John Foulds: Piano Music including Essays in the Modes, Kathryn Stott, BIS-CD-933
- John Foulds: April-England (piano version); Gandharva-Music, Juan José Chuquisengo (piano), Sony SK93829
- John Foulds: Cello Concerto in G major, Raphael Wallfisch (cello), Bournemouth Symphony Orchestra, Martin Yates, Dutton Epoch CDLX 7284
- John Foulds: Vol. 1 – Keltic Overture; Keltic Suite; Sicilian Aubade (Allegretto); Isles of Greece; Holiday Sketches; An Arabian Night; Suite Fantastique, BBC Concert Orchestra, Ronald Corp, Dutton Epoch CDLX 7252
- John Foulds: Vol. 2 – Music-Pictures Group VI, Op.81 (Gaelic Melodies); The Florida Spiritual, Op.71 no.1; La Belle Pierrette; Derby and Joan, Op.42 no.1 (An Old English Idyll); Music-Pictures Group IV, Op.55; Strophes from an Antique Song; Indian Suite; Henry VIII Suite; Suite Française, BBC Concert Orchestra, Corp, Dutton Epoch CDLX 7260
- John Foulds: Vol. 3 – Undine: Suite d'Orchestre; Kashmiri Boat Song; Chinese Suite; A Gaelic Dream-Song; Basque Serenade; Kashmiri Wedding Procession; Miniature Suite; Scène Picaresque (Spanish Serenade); Gipsy Czárdás (Tzigeuner); Kashmiri Boat Song on Jhelum River, Cynthia Fleming (violin), BBC Concert Orchestra, Corp, Dutton Epoch CDLX 7307
- John Foulds: Vol. 4 – Carnival (ca. 1934), The Vision of Dante Prelude (1905–08); Lento e Scherzetto for cello and orchestra Op.12 (1906) (cello solo: Benjamin Hughes); Saint Joan Suite Op.82 (1924 arr. 1925); Hippolytus Prelude Op.84 No.1 (1925) (oboe solo: Bethany Akers); Puppet Ballet Suite (1932–34); Badinage (1936); Grand Durbar March (1937–38), BBC Concert Orchestra, Corp, Dutton Epoch CDLX 7311

### Libri
- John Foulds, Music To-day: Its Heritage from the Past, and Legacy to the Future (Opus 92), London, Nicholson & Watson, 1934.
- Malcolm MacDonald, John Foulds: His Life in Music: with a Detailed Catalogue of His Works, a Discography, a Bibliographical Note, and with Music Examples and Illustrations, Rickmansworth, Herts., Triad Press, 1975, ISBN 0-902070-15-0.
- Malcolm MacDonald, John Foulds and His Music: An Introduction, White Plains, N.Y.; London, Pro/Am Music Resources, 1989, ISBN 0-912483-02-4. Includes a short anthology of Foulds' writings.

### Articoli
- David Fanning, Feast for Musical Connoisseurs (XML), in The Daily Telegraph, 10 novembre 2005.
- Geoffrey Norris, The Sound of Illumination (review of the City of Birmingham Symphony Orchestra at the Symphony Hall, Birmingham, 11 January 2006) (XML), in The Daily Telegraph, 12 gennaio 2006.
- Peter Culshaw, Visionary Genius of the Spirit World (XML), in The Daily Telegraph, 26 aprile 2006.
- Sakari Oramo, The forgotten man, in The Guardian, 28 aprile 2006.
- Simon Heffer, Composition for 1,250 Musicians (XML), The Daily Telegraph (Review), 31 marzo 2007.
- David Ward, The spine-tingler : Audiences loved John Foulds' 1921 requiem for the first world war, but the piece fell out of favour, in The Guardian, 1º novembre 2007.
- Jessica Duchen, Composer John Foulds : The lost requiem : Branded a coward, labelled a communist, dismissed by his peers, forgotten by the critics. Now, finally rediscovered, the genius of John Foulds, in The Independent, 7 novembre 2007 (archiviato dall'url originale il 9 novembre 2007).
- Ivan Hewett, John Foulds : The forgotten man of music : As John Foulds's 'World Requiem' is performed for the first time in 82 years, the composer's son talks to Ivan Hewett (XML), in The Daily Telegraph, 8 novembre 2007.
- Geoff Brown, Requiem for a lost composer : John Foulds's great lament for the First World War dead is back after 70 years, in The Times, London, 9 novembre 2007. URL consultato il 16 ottobre 2019 (archiviato dall'url originale il 17 maggio 2011).
- Ivan Hewett, World Requiem comes alive after 81-year wait (XML), in The Daily Telegraph, 12 novembre 2007.